# 광주지방법원 장흥지원
광주지방법원 장흥지원은 광주지방법원 관할구역 중 장흥군, 강진군의 재판을 관할하는 지방법원이다.

## 관할 구역
- 재판관할
  - 장흥지원: 장흥군, 강진군
  - 강진군법원: 강진군
- 등기관할
  - 장흥지원 등기계: 장흥군
  - 강진등기소: 강진군

## 지원장
| 순번 | 이름   | 재임 기간                 |
| ---- | ------ | ------------------------- |
| 1대  | 박천일 | 1946년 11월 ~ 1948년 11월 |
| 2대  | 이희철 | 1948년 12월 ~ 1949년 11월 |
| 3대  | 김봉일 | 1949년 11월 ~ 1951년 4월  |
| 4대  | 김영호 | 1951년 4월 ~ 1956년 7월   |
| 5대  | 김병규 | 1956년 7월 ~ 1959년 1월   |
| 6대  | 권오규 | 1959년 1월 ~ 1959년 2월   |
| 7대  | 나순채 | 1959년 2월 ~ 1961년 8월   |
| 8대  | 서정곤 | 1961년 8월 ~ 1963년 2월   |
| 9대  | 양회철 | 1963년 2월 ~ 1968년 9월   |
| 10대 | 김성기 | 1968년 9월 ~ 1970년 3월   |
| 11대 | 이두일 | 1970년 4월 ~ 1973년 3월   |
| 12대 | 윤관   | 1973년 4월 ~ 1974년 1월   |
| 13대 | 이형년 | 1974년 2월 ~ 1975년 9월   |
| 14대 | 최규봉 | 1975년 10월 ~ 1977년 11월 |
| 15대 | 정태규 | 1977년 11월 ~ 1979년 5월  |
| 16대 | 이병호 | 1979년 5월 ~ 1980년 7월   |
| 17대 | 정동윤 | 1980년 8월 ~ 1981년 4월   |
| 18대 | 김성만 | 1981년 4월 ~ 1982년 8월   |
| 19대 | 노경래 | 1982년 9월 ~ 1983년 2월   |
| 20대 | 정명택 | 1983년 2월 ~ 1983년 3월   |
| 21대 | 정덕장 | 1983년 3월 ~ 1985년 8월   |
| 22대 | 최창   | 1985년 9월 ~ 1987년 8월   |
| 23대 | 황대연 | 1987년 9월 ~ 1989년 2월   |
| 24대 | 이용희 | 1989년 3월 ~ 1990년 8월   |
| 25대 | 박국수 | 1990년 8월 ~ 1992년 2월   |
| 26대 | 곽준흠 | 1992년 2월 ~ 1993년 3월   |
| 27대 | 오세욱 | 1993년 3월 ~ 1995년 2월   |
| 28대 | 송정훈 | 1995년 3월 ~ 1996년 2월   |
| 29대 | 박용규 | 1996년 3월 ~ 1997년 2월   |
| 30대 | 조관행 | 1997년 2월 ~ 1999년 2월   |
| 31대 | 박윤창 | 1999년 3월 ~ 2000년 7월   |
| 32대 | 이근우 | 2000년 7월 ~ 2002년 2월   |
| 33대 | 김진상 | 2002년 2월 ~ 2004년 2월   |
| 34대 | 김재영 | 2004년 2월 ~ 2006년 2월   |
| 35대 | 정준영 | 2006년 2월 ~ 2007년 2월   |
| 36대 | 김학준 | 2007년 2월 ~ 2008년 2월   |
| 37대 | 구회근 | 2008년 2월 ~ 2009년 2월   |
| 38대 | 최인규 | 2009년 2월 ~ 2011년 2월   |
| 39대 | 송혜영 | 2011년 2월 ~ 2013년 2월   |
| 40대 | 문방진 | 2013년 2월 ~ 2014년 2월   |
| 41대 | 장정희 | 2014년 2월 ~ 2015년 2월   |
| 42대 | 김순열 | 2015년 2월 ~ 2017년 2월   |
| 43대 | 정병실 | 2017년 2월 ~ 현재         |